# 三國志大戰
三國志大戰是日本世嘉和Sammy共同開發，以三國時代為背景的線上街機對戰交換卡片遊戲。有別於一般常見的街機遊戲，此遊戲以實體卡片做為控制媒介，玩家在機台上移動卡片來進行遊戲。玩家可以使用不同的武將卡攻略對方城池擊敗對手。
《三國志大戰》於2004年10月先在東京、北海道地區做地域限定的先行測試，2005年3月15日正式在日本開始運作。之後在日本以外的亞洲地區，包括台灣、香港、澳門和新加坡亦設有機台。
在2010年7月1日前，遊戲在日本及日本以外的亞洲地區分為兩個版本。自7月1日開始，《三國志大戰》正式落實世界對戰，日本及亞洲地區可以連線進行遊戲，連線系統於2015年1月16日終止。目前的版本為「三国志大戦ver3.59 War Begins」。

## 玩法概略
玩家可以在限定的卡片值（8 cost）選擇多張卡片上陣，在限時內將敵方的城池攻陷或在限時內自己的城池的耐久值較高為之勝利。玩家可以利用卡牌指揮自己的部隊，在適當的時候使用計謀或兵法，使自己進入有利的戰況。

## 版本
- 三國志大戰1.0
- 三國志大戰1.1
- 三國志大戰2.0（2.0版本為Chihiro，2.1版本使用Lindbergh基板）
- 三國志大戰2.1
- 三國志大戰3.0
- 三國志大戰3.1
- 三國志大戰3.5
- 三國志大戰3.59
- 三國志大戰3.594
- 三國志大戰DS（移植到任天堂DS，以2.0版本為基礎）
- 三國志大戰．天（移植到任天堂DS，以3.0版本為基礎）

2009年，SEGA和IGS、華立科技合作，分支出一個叫做霸．三國志大戰的中文版以進軍大陸市場，使用的是RingWide基板，該遊戲原有網絡連線，但已於2014年9月2日停止網絡營運。另外，霸．三國志大戰在經過翻譯後出現在美國的兩大城市的Gamework遊戲機中心中，分別是西雅圖及芝加哥。（版本仍為1.0）

## 勢力
在最初的兩代版本，共有六個勢力：
- 魏軍：由曹操領導下所建立的曹魏皇朝。
- 蜀軍：圖謀復興漢室劉備所建立的蜀漢皇朝。
- 吳軍：由孫家三代所創立的東吳勢力。
- 西涼軍：西涼出道的人物，包括了董卓、馬騰及其部下的人物。
- 袁紹軍：包括了袁姓的君主袁紹和袁術。
- 他勢力：在三國時代出現的「其他勢力」，例如是黃巾賊、孟獲等。
- 晉軍：以司馬氏為主的晉朝勢力，代表人物為司馬懿、司馬昭、鄧艾，也歸納一代屬於曹魏的卑彌呼和壹。

在第三代版本中，開發者對勢力分佈作大調整，移除了涼軍、袁軍和他勢力，並加入群雄勢力以取代該三個勢力。而在3.1代中，並加入了漢軍，故最新版本的六個勢力包括：
- 魏軍：以快速進軍衝鋒的騎兵為主力部隊，勢力計略多見以「妨害」為主要題材，比如卑彌呼的「天照の神光」或蔣濟的「雲散の計」。
- 蜀軍：以防止騎兵突擊的槍兵為主力部隊，勢力計略多以「補強」自身部隊為主要目的，比如關羽的「忠義の大號令」。
- 吳軍：以壓制遠方部隊的弓兵為主力部隊，沒有哪個勢力的弓兵比吳軍弓兵更擅長「擾亂」他人，比如呂蒙的「麻矢の大號令」。
- 晉軍
- 群雄勢力包含所有與三國及漢軍無關的勢力：夾雜各種兵種特徵的部隊，是龍蛇混雜的勢力，包括：黄巾軍、東漢亂黨軍……等。但顯易而見的是，雖然不能說上是主力，但群雄勢力中的確擁有最多在其他勢力中所稀缺的「暴亂」兵種和車兵部隊。
- 漢軍：以其獨有的「國力系統」再次在三國志大戰3.1版的大舞臺中登場，幾乎所有登場部隊的計略均會對國力有影響，是一個能夠與對手長久對抗的勢力。勢力部隊沒有特定的兵種，亦是一個實力平均的勢力。

## 兵種
遊戲中每一位武將各自有不同的兵種。種類有 6 種，最常見的有騎兵、槍兵和弓兵，此外還有步兵、車兵和象兵等兵種。
- 騎兵：遊戲中移動速度最快的兵種。行進一段距離後會進入突擊狀態，當在突擊狀態中與敵方部隊接觸時，可以造成較大傷害。對弓兵較強，但被槍兵剋制，因為槍兵可以對騎兵的突擊進行迎擊。
- 槍兵：部隊前方會出現一排槍頭，在敵我未接觸前，擁有可在槍頭距離內進行先制攻擊的能力：「槍擊」。此外，可以對敵方騎兵的突擊範圍進行迎擊，使其造成巨大的傷害，甚至可以一下子將敵騎兵纖滅而無視武力值的差距，比如未經強化而武力值為3的關銀屏可以一下子除去經過超絕強化後武力值超過10的呂布至少一半的兵力。對騎兵較強。由於移動速度慢，會被在遠距離射擊的弓兵克制。
- 弓兵：靜止狀態下，可在射程範圍內對敵軍作遠距離射擊。由3.0 版本開始追加了走射能力：在某位置停留一段時間後移動，如果射擊範圍內仍有可射擊對象，在短時間內可同時對該對象進行射擊及移動。對槍兵威力較強，但對騎兵較弱。
- 步兵：速度及攻擊力平均的部隊。除在混戰時以武力壓過對手外，並沒有什麼特殊能力。相對槍兵及弓兵等的步兵型兵種而言更適合進行攻城活動。
- 車兵：攻城能力最高的兵種。相對其他兵種而言，車兵對城池可造成最高的傷害值，但戰鬥力（野戰）以及移動力均為全作遊戲中最低。
- 象兵：2.0 版本登場的兵種，近戰能力高，行進一段距離也可進入突擊狀態，撞向敵人可將敵方部隊強制退後一步。此兵種在3.0版本的變動中暫時移除，並在3.1版本中重新登場。

## 攻城強弱及次序
在屏除「武力強弱」的要素後，基本上攻城的強弱均是由兵種及cost（3.51B開始，即是同武力同兵種情況下1.5 cost的R郭嘉的攻城力比1 cost的UC樂進為高）自身決定的。
只以兵種為攻城力強弱的計算方程式：車兵→步行型兵種（步兵、槍兵及弓兵）→騎兵（象兵及騎兵）。
但除兵種外，「是否靠近位於中心區域的城門？」也是一個在攻城時的重要考慮因素。但又因為某些部隊擁有提升攻城力的計略，比如群雄軍中的高順的「陷陣營」和張橫的「攻弱之亂」，所以在攻城時是必要地加上這個因素的。故，理論上只要集齊這五個要素：
- 部隊高cost；（3.51B開始）
- 前往攻城的部隊有高的武力值（可增加攻城力和壓過出城守備的部隊）；
- 部隊擁有能提升攻城力的計略；
- 以強力的攻城兵種攻城；及
- 靠近位於中心的城門（城門是整道城牆中守備力最弱的地方）。

攻城時便可以無往而不利了。

## 計略
遊戲中，每一位武將皆擁有一項計略，可使用來改變敵我方的戰略情勢，使用時需耗費己方的士氣。各項計略耗費的士氣量與效果內容各有不同，並相當多樣複雜，可加強武力、知力、移動速度或是射程距離等等各種武將相關的能力，也有可造成敵方瞬間傷害或是回復己方兵力的計略，且依照效果範圍不同也有所差異，種類可說是非常多。
以下概略列舉種類：
- 單體強化型：大致上可以分為強化跟超絕強化。強化所需的士氣較少，通常可以當作加強號令威力的小計來使用。例如使用劉備的『劉備的大德』後再接上魏延的『大車輪戰法』來強化攻勢。超絕強化則是可與號令型計略抗衡的單體強化，消耗士氣多威力也大，最有名的就是呂布那足以當作主力計來使用的『天下無雙』。此外，尚有連攜強化則包含了上述兩種類型。例如陳泰的『年輕血脈的滾動』和曹純的『地勢的滾動』，便需要場上我方武力最高的武將超過一定值後再發動才能達到最大效果，就是連攜強化。
- 號令型：效果範圍內的我方部隊皆能產生效力，但亦有機會要承受沉重的後果（例如：劉備的『桃園之誓』可以大輻提升範圍內自部隊的武力，但只要有一曾被加輻武力的部隊死亡，其他同樣曾被加輻的部隊（包括劉備）均會同時死亡）。
- 妨害型：效果範圍內給予敵方部隊負面效果（例如：郭皇后的『妨害－弱體化之小計』可減低目標範圍裡敵部隊之武力）。
- 傷害型：對指定範圍內的敵方部隊造成瞬間傷害，傷害程度以雙方的知力差距決定。於3.5代時加入了「傷害程度以雙方的武力差距決定」的計略。（例：知力型傷害：周瑜的「赤壁之大火」；武力型傷害：呂布的「飛將氣炎擊」）
- 回復型：回復自身或範圍內我方部隊的兵力。（例如：伊籍的『的確之援護』可在使用範圍內友軍部隊武力最高者回復一定數量的兵力。）
- 舞蹈型：發動後效果會一直持續，直到發動者撤退為止。跳舞時，該武將不能移動（例如：卞皇后的『落日之舞』，可用於加快攻城速度）。但在新版中新增了一個奧義：「移動舞陣」，使原本不能的舞陣移動起來。

以上皆只就大致種類做區分，其細部計略內容非常多樣，另外也有反計等等其他種類計略。
由於種類複雜多元且各計略耗費之士氣量各有不同，如何設計、排列所要使用的計略組合，或如何在耗費的士氣、效果、武將的能力值之中取捨選擇，成為一項遊玩三國志大戰時的重要主題。也是此遊戲的其中一項大樂趣。
此外，在3.1版後遊戲新增了漢軍陣營，亦為此新增了一要素：國力。
此陣營的一大特色是：當漢軍的角色使用一種國力計略時，己方的「城防血量計」底下會出現一個計算『國力』的計算器並可自動提升一分國力（除特別註明外），此計算器共可提升至三分滿點。
由零分至三分的國力計略之差異為其之威力，比如在國力零分時，漢獻帝的國力計略只為復活一隻己方部隊（此時的『國力計算器』將上升至一分）；當國力分數有所提升後，漢獻帝在復活某一部隊的同時甚至可為其提升武力及突破兵力上限。
值得一提的是當『國力計算器』的分數達至三分滿點時，漢軍陣營所使用的號令型計略或單體（強化型／妨害型）計略均可發揮出最大效果。與此同時，三分的國力分數將一下子歸為零點。

## 士氣
士氣為三國志大戰其中一項重要元素，使用計略時皆需消耗一定量的士氣。士氣量會隨著戰鬥進行而逐漸增加累積，開戰時從 0 起算。如有武將持有魅力的特技，則可增加開戰時的士氣量0.5，但不會增加士氣累積速度。
最大士氣上限為 12 顆。若我軍的部隊勢力為單一勢力，則士氣上限就是最大的12顆；如果混合二個勢力，則上限為 9 顆；混合三個勢力或以上，上限 6 顆。
最低士氣下限原為 6 顆。但由於一些武將計謀的使用將使士氣最大值降低，相對地亦有一些武將計謀的威力是依靠低的士氣最大值來實行的，所以有一部份玩家不太介意士氣上下限的分別。

## 特殊能力
有些卡牌會附加特殊能力，以增加戰力及本身實用價值，是很多玩家選卡組合卡組時考慮的其中一個因素。
下表列出所有特殊能力的資料：
| 特殊能力 | 開始引入版本 | 能力說明 |
| -------- | ------------ | --- |
| 勇猛     | 1.0          | 一騎討時出現無雙（金色條）機率增加。並有機會出現全無雙（即五條無雙條），只要拍中即能打出「無雙」。 |
| 防柵     | 1.0          | 開戰時，該部隊的正前方會出現一道防柵。開戰前可隨意在我方陣地內部署，交戰時防柵能抵擋對方約7次撞擊。 |
| 魅力     | 1.0          | 戰鬥開始時增加0.5 士氣。效果可疊加，牌組內愈多武將擁有此能力，開戰時擁有的士氣愈多。 |
| 伏兵     | 1.0          | 戰鬥開始時為隱形狀態，接觸敵方部隊時便現形，並根據雙方知力差給予對方巨大傷害。移動速度極低，如果在伏兵狀態時發動自己的計略、接觸敵方部隊、傷害性地形、防柵、受到敵方的傷害型計略影響和進入攻城狀態即解除伏兵狀態。                                                    |
| 復活     | 1.0          | 縮短該部隊撤退後的所需復活時間6秒。 |
| 連計     | 2.0          | 需要配合擁有計略中有連計的武將使用。武將發動計略之連計時，場上若有其他武將的特技有連計時，計略範圍為「發動計略武將與擁有連計武將之間的距離」，否則範圍為「自身極小圓形」。距離愈長寬度愈短，反之亦然。此能力在3.0版的武將卡不再出現，而原有的武將卡會維持該特殊能力。 |
| 募兵     | 2.0          | 只要在戰場上靜止不動即可慢慢回復兵力，回覆速度比自城中兵力回復速度稍慢。攻城、亂戰或受弓兵射擊時會停止回復，但是中毒期間可以回復。 |
| 覺醒     | 2.1          | 擁有此技之武將在經過特定時間後，武力及知力皆會上升1點。覺醒不會受任何事件或動作（如入城或撤退等）所影響。在2.1版時，每過33c（遊戲中1c約＝2.4秒）時，即66c及33c會有武知值上升，此特技於3.0版時全面暫停，在3.1版改成經過50c後才能發動。                                 |
| 崩射     | 3.5          | 走射時可以消除槍兵的槍頭，車輪狀態除外。 |
| 大軍     | 3.5          | 擁有此技之武將的最大兵力值為130%。此外，進城後的回復速度也為普通的1.3倍。 |
| 暴亂     | 3.5          | 發動暴亂種類計略時，戰場上持有暴亂特技的武將也能分享。 |

## 兵法
兵法的效果可對場上所有部隊（我方或敵方）發生效力，每場戰鬥只能使用一次。
游戏中的兵法共 16 種：
- 再起之法：撤退中部队复活，兵力回复。（2.0版改為縮短復活時間，等級愈高縮短的時間愈多。）
- 正兵之法：我军所有部隊武力上升。
- 速軍之法：我軍所有部隊移動速度上升。
- 連環之法：敌军所有部隊移動速度大幅下降。
- 增援之法：我軍場上所有部隊回復一定兵力。
- 衝軍之法：我軍所有部隊武力上升，移動速度下降。
- 再建之法：我軍所有防柵的一定強度回復。
- 神速之大攻势：我军所有骑兵武力、移動速度上升。
- 車輪之大攻勢：我軍所有槍兵武力上升、全方位無敵槍頭攻擊。
- 遠弓之大攻勢：我軍所有弓兵武力、射程距離上升。
- 魏军的大攻势：我軍魏勢力的部隊武力上升。
- 蜀军的大攻势：我軍蜀勢力的部隊武力上升。
- 吳军的大攻势：我軍吳勢力的部隊武力上升。
- 西涼军的大攻势：我軍西涼勢力的部隊武力上升。
- 袁紹军的大攻势：我軍袁勢力的部隊武力上升。
- 他军的大攻势：我軍他勢力的部隊武力上升。

除了再起之法為初始即有，其他兵法取得的方式為戰鬥結束後依照條件引發，且多數有條件限制。
所有兵法的起始等级由 1 开始，隨著等級的提升，可使兵法的效果增強或效果時間延長。等級10時標示為「MASTER」。
1.x 版本，兵法會依照戰鬥評價獲取經驗值，經驗值達到標準即可升級。
2.x 版本，每回合戰鬥結束後有隨機的機會獲得「寶玉」，「寶玉」可以提升兵法的等級。兵法等級提升至「MASTER」之後，可隨機取得「外傳」附加在兵法上，使用时會另增额外的效果。一項兵法最多可裝備2個「外傳」。
3.0 版之後，兵法被「奧義」取代。3.1版本後的奧義亦可加入「兵書」，每個奧義可配備一個，3.59版本的奧義在Master後可以效果較大的「秘傳書」取代兵書，秘傳書有兩個兵書的效果，但費用兵書比遠高。

## 軍師系統
自3.0版本開始採用軍師系統。軍師的作用為施展「奧義」，等同於2代之前的「兵法」。
奧義分為「兵略」、「陣略」及「攻略」。兵略為瞬間發動，效果直接作用於全軍，具有瞬間改變戰局的可能；陣略則是在戰場中劃定範圍，一定時間內提供強化自軍或弱化敵軍的功能；3.5引入的攻略則是在戰場中劃定範圍，發動後一段時間才產生效果，且範圍內的效果比範圍外更顯著。
遊戲開始時，在畫面右下方會標示奧義的集氣計量條，此計量會隨遊戲進行而逐漸補滿，在計量越多的狀態下發動奧義的威力越大。滿格時發動奧義會使之發揮最強大的威力或最長的效果時間。
軍師所持有的奧義可配合 3.0 版本之後的「天」、「地」、「人」三屬性，當武將卡片上的「天」、「地」、「人」屬性與玩家所選擇的奧義屬性相同時，便可增加遊戲開始時奧義的起始計量，使得蓄滿所需時間縮短。
軍師本身具有等級，利用兵糧進行訓練可提升軍師的等級。隨著等級提升可增加軍師的統率（影響奧義集氣速度）、兵略與陣略的威力。
等級 20 時之標示為「MASTER」。
| 兵略       | 兵略         | 兵略                                                 | 兵略   |
| 奧義       | 開始提供版本 | 效果                                                 |        |
| 再起系     | 再起系       | 再起系                                               | 再起系 |
| ---------- | ------------ | ---------------------------------------------------- | ------ |
| 再起興軍   | 3.0          | 減少撤退中武將復活秒數。                             |        |
| 転進再起   | 3.0          | 場上武將瞬間回歸自城，減少武將復活秒數。             |        |
| 太平要術   | 3.0          | 減少撤退中武將復活秒數，回復武將兵力。               |        |
| 超絕再起   | 3.1          | 減少撤退中武將復活秒數。奧義計量表滿時即刻復活。     |        |
| 增援系     |              |                                                      |        |
| 兵力增援   | 3.0          | 回復武將兵力。                                       |        |
| 七星祈禱   | 3.0          | 回復武將兵力並可超越兵力上限回復。                   |        |
| 集中增援   | 3.1          | 回復武將兵力，未撤退部隊數越少回復兵力越多。         |        |
| 転進增援   | 3.1          | 場上武將瞬間回歸自城，回復武將兵力。                 |        |
| 防柵再建系 |              |                                                      |        |
| 防柵再建   | 3.0          | 使場上被破壞的我軍柵欄全部修復、強化。               |        |
| 転進防柵   | 3.1          | 場上武將瞬間回歸自城，已毀的我軍防柵全部修復、強化。 |        |

| 攻略     | 攻略         | 攻略                                                                                        | 攻略 |
| 奧義     | 開始提供版本 | 效果                                                                                        |      |
| -------- | ------------ | ------------------------------------------------------------------------------------------- | ---- |
| 神速鬥攻 | 3.5          | 增加範圍內我軍武將武力。 範圍內我軍武力增加幅度更大，若為騎兵則同時提升移動速度。           |      |
| 車輪閃攻 | 3.5          | 增加範圍內我軍武將武力。 範圍內我軍武力增加幅度更大，若為槍兵則同時發動全方位的無敵槍攻擊。 |      |
| 徒弓撃攻 | 3.5          | 增加範圍內我軍武將武力。 範圍內我軍武力增加幅度更大，若為弓兵則同時可在移動時以弓攻擊。     |      |
| 速軍侵攻 | 3.5          | 增加範圍內我軍武將武力。 範圍內我軍同時提升移動速度。                                       |      |
| 戰亂猛攻 | 3.5          | 增加範圍內我軍武將武力。 範圍內我軍武力增加幅度更大。不過，最大士氣下降。                   |      |
| 精兵攻勢 | 3.5          | 增加範圍內我軍武將武力。 範圍內我軍武力增加幅度更大。                                       |      |
| 質實健攻 | 3.5          | 增加範圍內我軍武將武力。 範圍內我軍武力增加幅度更大，且不會受到敵軍計略影響。               |      |
| 英魂嗣攻 | 3.5          | 範圍外我軍武將撤退，範圍內我軍武力增加。                                                    |      |
| 衝軍戰攻 | 3.5          | 增加範圍內我軍武將武力。 範圍內我軍武力增加幅度更大，移動速度下降。                         |      |

| 陣略     | 陣略         | 陣略                                                                   | 陣略   |
| 奧義     | 開始提供版本 | 效果                                                                   |        |
| 強化型   | 強化型       | 強化型                                                                 | 強化型 |
| -------- | ------------ | ---------------------------------------------------------------------- | ------ |
| 知勇兼陣 | 3.0          | 同時增加範圍內我軍武將武力與智力。                                     |        |
| 精兵集陣 | 3.0          | 增加範圍內我軍武將武力。                                               |        |
| 精兵戰陣 | 3.0          | 增加範圍內我軍武將武力（長方形範圍）。                                 |        |
| 知略昇陣 | 3.0          | 增加範圍內我軍武將智力。                                               |        |
| 回復奮陣 | 3.0          | 提供範圍內我軍兵力自動回復能力。                                       |        |
| 突擊鬥陣 | 3.0          | 增加範圍內我軍武將武力與騎兵突擊傷害增加。                             |        |
| 長槍閃陣 | 3.0          | 增加範圍內我軍武將武力與槍兵槍頭長度增加。                             |        |
| 遠弓擊陣 | 3.0          | 增加範圍內我軍武將武力與弓兵射程增加。                                 |        |
| 移動舞陣 | 3.1          | 使範圍內我軍舞踊中的部隊可以移動、移動速度上升。                       |        |
| 妨害型   |              |                                                                        |        |
| 兵軍連環 | 3.0          | 降低範圍內敵軍武將移動速度。                                           |        |
| 混元一氣 | 3.0          | 降低範圍內敵軍武將武力與移動速度。                                     |        |
| 鐵鎖連環 | 3.0          | 降低範圍內敵軍武將移動速度（範圍較小，威力較大）。                     |        |
| 極滅業炎 | 3.0          | 製這一個小火陣使範圍內所有敵軍和我軍部隊的兵力持續減低與行軍速度下降。 |        |
| 指鹿為馬 | 3.0          | 降低範圍內敵軍武將智力。                                               |        |
| 十面埋伏 | 3.1          | 範圍內敵軍使用計略所花費的必要士氣上升。                               |        |
| 諸刃劣陣 | 3.1          | 降低範圍內敵軍和我軍部隊的武力。                                       |        |
| 完殺抑陣 | 3.1          | 範圍內敵軍撤退後的復活所需時間上升。                                   |        |
| 封印縛陣 | 3.1          | 範圍內敵軍移動速度降低，且無法使用計略。                               |        |
| 擊破鼓舞 | 3.1          | 擊破敵軍部隊時士氣上升。                                               |        |

## 武將卡作畫
- 不少的插圖畫家和漫畫家參與武將卡作畫，當中最為有名的包括CLAMP、真島浩、曾田正人、漆原友紀、川原正敏、獅子猿、Wolfina等等，各種截然不同的畫風和精緻的傑作使得賞玩三國志大戰時更添一番樂趣。

此外，從2.0版開始，另有LE(Legend)版本的卡片，分別以三國時代為題材之名作為主題。2.0版及2.1版的LE武將卡包括橫山光輝的三國志、本宮宏志的吞食天地及山原義人的龍狼傳，3.0版、3.1版及3.5版則有李學仁原作，王欣太作畫的蒼天航路及武論尊原作，池上遼一作畫的霸-LORD-。
- 中國版本的霸．三國志大戰為了迎合當地喜好，也有將部份武將卡換成華人畫家的情形，例如陳某等。

## 相關
- 三國志大戰 M - 卡牌對戰手機遊戲。
- 戰國大戰（日语：戦国大戦） - 三國志大戰轉換歷史時間的續作，但未曾在日本以外地區發行。

## 外部連結
- （日語）官方網站（页面存档备份，存于）
- （日語）三国志大戦Wiki（页面存档备份，存于）
- （英文）亞洲區官方網站
- （中文）霸．三國志大戰官方網站
- （中文）霸．三國志大戰百科（页面存档备份，存于）